# Kepler-65
Kepler-65 eller KOI-85, är en ensam stjärna belägen i den mellersta delen av stjärnbilden Lyran. Den har en skenbar magnitud av ca 11,0 och kräver ett teleskop för att kunna observeras. Baserat på parallax enligt Gaia Data Release 2 på ca 3,26 mas, beräknas den befinna sig på ett avstånd på ca 1 000 ljusår (306 parsek) från solen. Den rör sig bort från solen med en heliocentrisk radialhastighet på ca 17,5 km/s.

## Egenskaper
Kepler-65 är en gul till vit underjättestjärna av spektralklass F6 IV. Den har en massa som är ca 1,25 solmassa, en radie som är ca 1,40 solradie och en effektiv temperatur av ca 6 200 K.

## Planetsystem
Tre transiterande exoplaneter tillkännagavs 2013. En fjärde icke-transiterande exoplanet upptäcktes 2019 med hjälp av mätningar av radiell hastighet. De tre första planeterna kretsar mycket nära sin stjärna. Inledande uppföljningsmätningar av radiella hastigheter gav dock för brusiga data för att avgränsa planeternas massa. 
Uppföljande transittidsvariationsanalys gjorde det möjligt att mäta massan av Kepler-65d och visade att den har betydligt lägre densitet än jorden.
| Planet | Massa           | Halv storaxel (AE) | Siderisk omloppstid (d) | Excentricitet      | Inklination       | Radie            |
| ------ | --------------- | ------------------ | ----------------------- | ------------------ | ----------------- | ---------------- |
| b      | 2,4 +2,4−1,6 M🜨 | 0,035              | 2,1549209 ± 0,0000074   | 0,028 ± 0,02       | 92,2 +1,3−1,4°    | 1,444 ± 0,031 R🜨 |
| c      | 5,4 ± 1,7 M🜨    | 0,068              | 5,859697 ± 0,000093     | 0,02 + 0,022−0,013 | 92,33 +0,29−0,26° | 2,623 ± 0,056 R🜨 |
| d      | 4,14 ± 0,79 M🜨  | 0,084              | 8,13167 ± 0,00021       | 0,014 ± 0,010      | 92,35 +0,18−0,16° | 1,587 ± 0,035 R🜨 |
| e      | 200 +200−50 M🜨  | -                  | 258,8 ± 1,3             | 0,283 ± 0,064      | 127,0 +27,0−25,0° | -                |